# Mazama mexicà
El mazama mexicà (Mazama americana) és una espècie de mazama de Sud-amèrica. També viu a l'illa de Trinitat, a Trinitat i Tobago. El seu cos és majoritàriament castany, amb el coll i el cap més clars. Les parts interiors de les cuixes i la part inferior de la cua són blanques. Els mascles tenen petites banyes. És l'espècie més grossa de mazama. L'alçada a l'espatlla és de 35-75 cm; la llargada corporal és de 72-135 cm i la cua fa 8-15 cm. El pes habitual n'és de 18-30 kg, però els mascles excepcionalment grossos poden assolir 45,5 kg de pes.